# Ruth Gröne

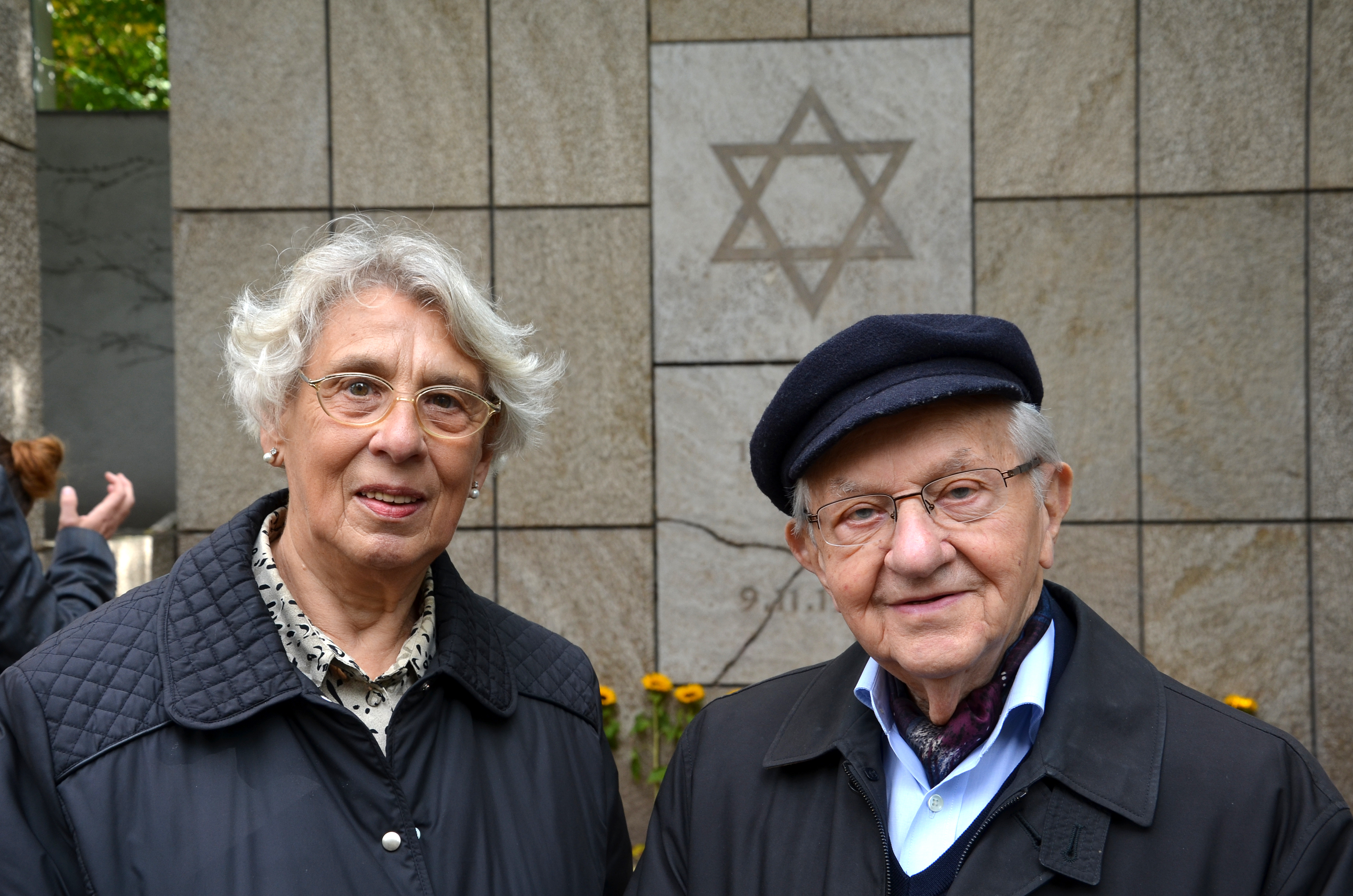
Ruth Gröne und der Holocaust-Überlebende Henry Korman vor der Gedenktafel für die ehemalige Neue Synagoge in Hannover, 2013

Ruth Gröne, geborene Ruth Ester Julie Kleeberg (geboren am 5. Juli 1933 in Hannover) ist eine für ihr jahrzehntelanges ehrenamtliches Engagement in der Erinnerungskultur mehrfach geehrte Zeitzeugin des Holocausts.

## Leben

### Familie

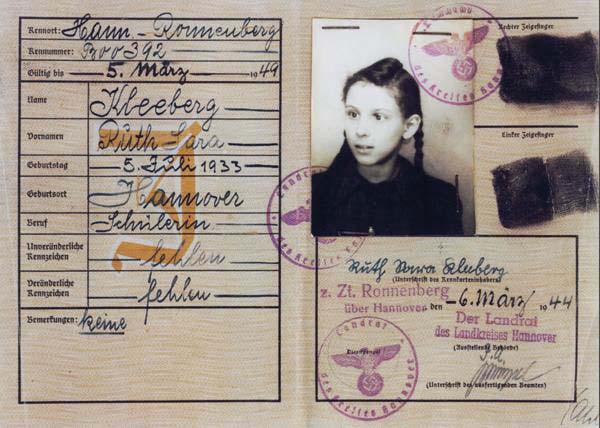
Mit dem „J“ für Jude gekennzeichneter Personalausweis der am 6. März 1944 in Ronnenberg untergebrachten Schülerin Ruth „Sara“ Kleeberg

Ruth Grönes Vater war der aus jüdischer Familie stammende Erich Kleeberg (geboren am 3. Mai 1902 in Boffzen; deportiert zum Konzentrationslager Neuengamme und am 10. April 1945 im KZ-Auffanglager Sandbostel an Typhus verstorben.) Er war der Sohn von Hermann Kleeberg (geboren am 7. Mai 1873 in Boffzen; nach der Deportation im Dezember 1941 vermutlich ermordet im KZ Riga), dessen Stammbaum bisher bis zu Abraham Kleeberg (1799–1856) und dessen Ehefrau Rebecca Höllenstein nachgewiesen werden konnte.
Ihre Mutter war die aus christlicher Familie stammende Maria Beck (Maria Berta Beck; geboren am 20. Januar 1901 in Kassel, gestorben 1978 in Hannover), Tochter des Hermann Beck (1873–Dezember 1942) und der Caroline Schulz (1876–?).
Ruth heiratete Ludwig Gröne (geboren 1927 in Lingen; gestorben 2016 in Hannover). Aus der Ehe gingen zwei Kinder hervor.

### Kindheit im Nationalsozialismus
Ruth Gröne kam 1933 im Israelitischen Krankenhaus in Hannover zur Welt. Ihr Vater, der seit 1925 im Kaufhaus Lindemann gearbeitet hatte – die Warenhauskette hatte unterdessen mit der Karstadt AG fusioniert – war kurz vor Ruths Geburt im Zuge der von den Nationalsozialisten geforderten Arisierungen aus rassistischen Gründen entlassen worden und konnte seine Familie zunächst nur durch Gelegenheitsarbeiten ernähren. Zeitweilig konnte noch Ruth Grönes Mutter als Gouvernante für die Kinder des Rechtsanwaltes Fränkel arbeiten (Georg Fraenkel am Wohnsitz Ferdinand-Wallbrecht-Straße 20). 1936 zog die Familie von der Lavesstraße in die Yorkstraße 5; im selben Jahr bot die Reichsvertretung der Deutschen Juden Ruths Vater eine Stellung als Hausmeister mit Wohnsitz in der Wißmannstraße 11 an; ein Haus, das damals ausschließlich von Juden bewohnt wurde, da es ebenso wie das Nachbarhaus Nummer 13 der jüdischen Alexander und Fanny Simonschen Stiftung gehörte. Im Dezember 1936 bezog die dreiköpfige Familie Kleeberg dort eine Zweizimmerwohnung; das „Hausmeister-Ehepaar“ wurde für beide Häuser zuständig und verfügte nun wieder über ein festes Einkommen. Als Kleinkind erlebte Ruth Gröne diese Zeit vergleichsweise unbeschwert und nahm die in der Stadt zunehmenden Verfolgungen und Entrechtungen von Juden zunächst nicht wahr. Sie genoss eine von zwei Religionen geprägte Erziehung durch die vom Christentum geprägte Mutter, die unterdessen zum Judentum konvertiert war, ebenso wie die Besuche mit ihrem jüdischen Vater in der Neuen Synagoge in der Bergstraße, dem sogenannten „Tempel“.
Erst am Nachmittag nach der sogenannten „Reichskristallnacht“ in der Nacht vom 9. auf den 10. November 1938 kamen uniformierte Männer in schwarzen Stiefelschäften; trotz geöffneter Wohnungstüren hob im ganzen Haus ein Klirren, Schreien und Weinen an. Das Ehepaar Kleeberg, das seit 1935 nach den Nürnberger Rassegesetzen in einer sogenannten „nichtprivilegierten Mischehe“ lebte, hatte vorsorglich Gütertrennung vereinbart. Das gesamte Wohnungsinventar gehörte demnach Ruths Mutter, die amtliche Bescheinigung darüber war auf dem Küchentisch bereitgelegt. Zwar blieb die Kleebergsche Wohnung deshalb von der Zerstörungswut verschont, dennoch nahmen die Nazis den Fotoapparat, den mütterlichen Schmuck und das Radio mit.
Dem Schock dieser Übergriffe folgten die plötzlich einsetzenden Beschimpfungen und Zurückweisungen der ehemaligen Spielgefährten: Ihrem Vater konnte die fünfjährige Ruth Gröne anstelle der zerstörten Synagoge nur noch in die gegenüberliegenden Räume der Alten Synagoge in der Bergstraße 8 folgen. Die Verwandten in Boffzen an der Weser waren unterdessen enteignet, im Gefängnis in Holzminden inhaftiert und von dort aus in das KZ Buchenwald deportiert worden. Nach langen Verhandlungen durften Ruth Grönes  Großeltern mit Sondergenehmigung der Gestapo mit in die von den drei Kleebergs bewohnte Zweizimmerwohnung in der Wißmannstraße einziehen.
Ruth Grönes Einschulung 1940 durfte nicht mehr in der von den Eltern ursprünglich vorgesehenen christlichen Schule stattfinden. Obwohl ihre Eltern sie noch im November desselben Jahres evangelisch-lutherisch taufen ließen und damit gleichzeitig auf einen besseren Status einer „privilegierten Mischehe“ hofften, durfte Ruth Gröne schließlich nur noch auf die jüdische Schule in der Lützowstraße 3. Nach Beginn des Zweiten Weltkriegs wurden bald Lebensmittelkarten ausgegeben. Diejenigen für Ruths Familie waren mit dem Buchstaben „J“ gekennzeichnet, mit denen nur noch in einem für Juden bestimmten Geschäft eingekauft werden durfte. Im August 1941 wurde die nun fünfköpfige Familie zum sofortigen Umzug mit begrenztem Gepäck und nur einem Teil ihrer Möbel in ein Haus in der Sedanstraße gezwungen.

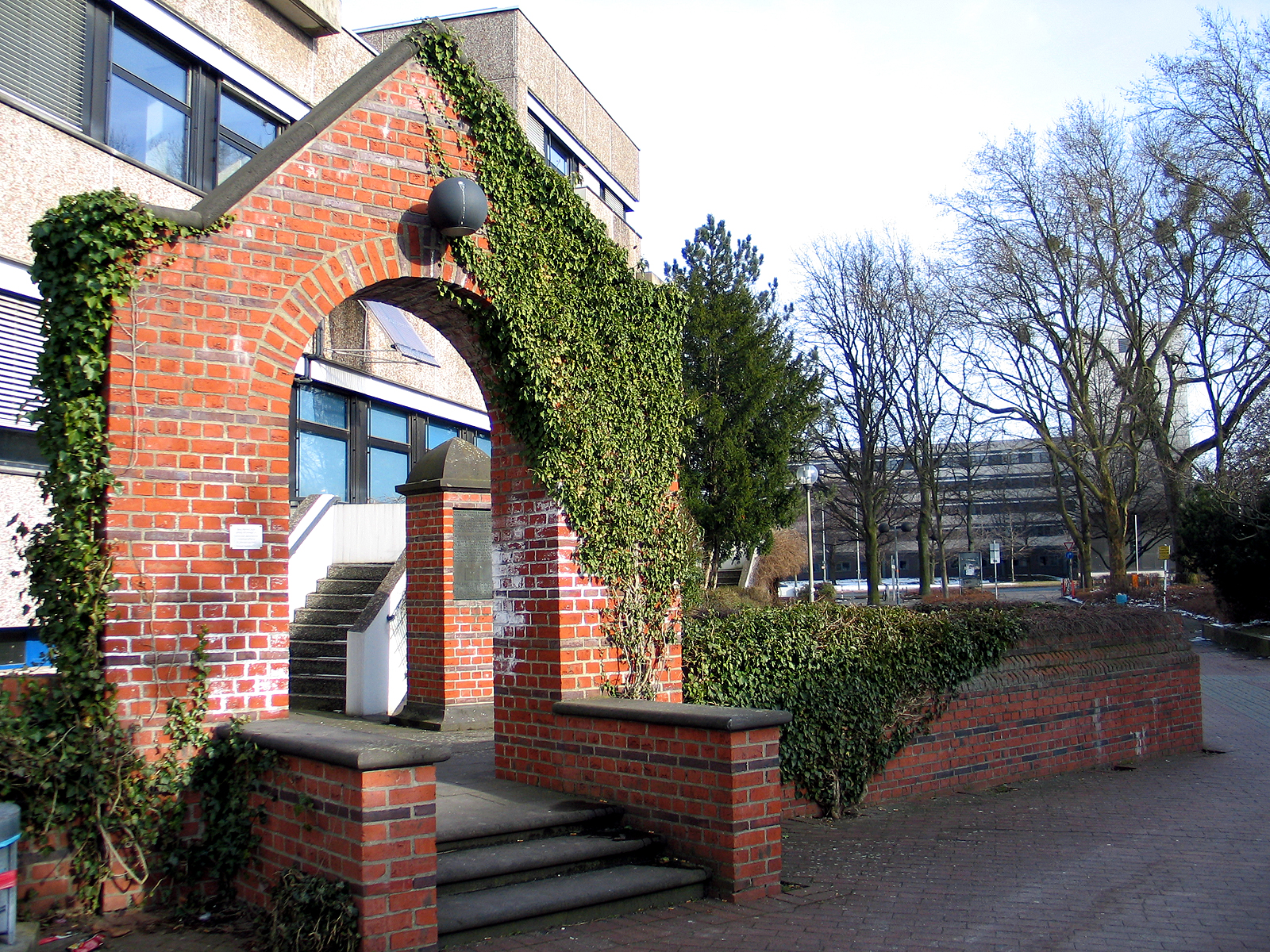
Das 1990 errichtete Mahnmal zur Erinnerung an jüdisches Leben in der Ohestraße

Nach weiteren vier Wochen mussten die Kleefelds innerhalb von 24 Stunden in das für Juden vorgesehene Lager in der Ohestraße, alle fünf zusammengepfercht in einen nur 16 Quadratmeter großen Raum, in den auch noch das später in Riga getötete Ehepaar Bein eingewiesen wurde. Allerdings durfte Ruths Mutter, die als „Arierin“ galt, sich nur tagsüber und auch nur besuchsweise im Ohelager aufhalten, worüber ein dafür eingesetzter jüdischer Ordnungsdienst zu wachen hatte. Ruths daher nun eigentlich obdachlose Mutter versteckte sich deshalb aus Angst um ihre Familie Nacht für Nacht zusammengequetscht zwischen einer Wand und einer als Bettstelle genutzten Chaiselongue. Da der Ordnungsdienst jeden Abend durchzählte, brach bei Ruth aufgrund der ständigen Anspannung irgendwann ein kaum enden wollender Schreikrampf aus.

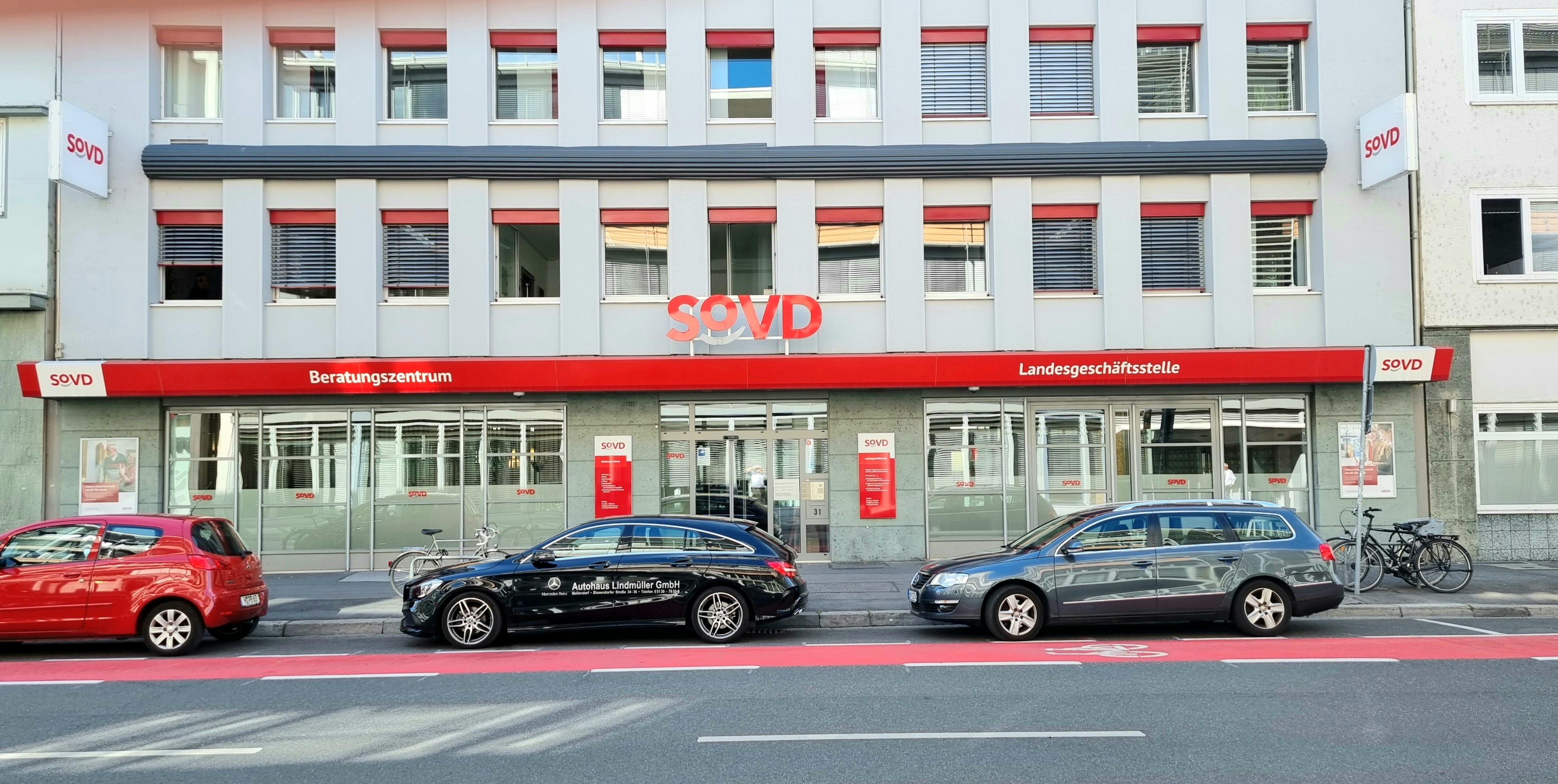
Herschelstraße 31; zum ehemaligen „Judenhaus“ wurde 2024 eine Gedenktafel am Gebäude angebracht

Im Oktober 1941 mussten Familien aus sogenannten „Mischehen“ das Ohelager verlassen. Während Ruths Großeltern im Ohelager bleiben mussten, wurde Ruth mit ihren Eltern in eines der „Judenhäuser“, das Haus Herschelstraße 31 eingewiesen. Ungezählte Male musste die damals 8-Jährige dort im Keller miterleben, wie Gestapo-Beamte wahllos einzelne Bewohner zwangen, andere Mitbewohner bis zur Bewegungsunfähigkeit zu verprügeln.

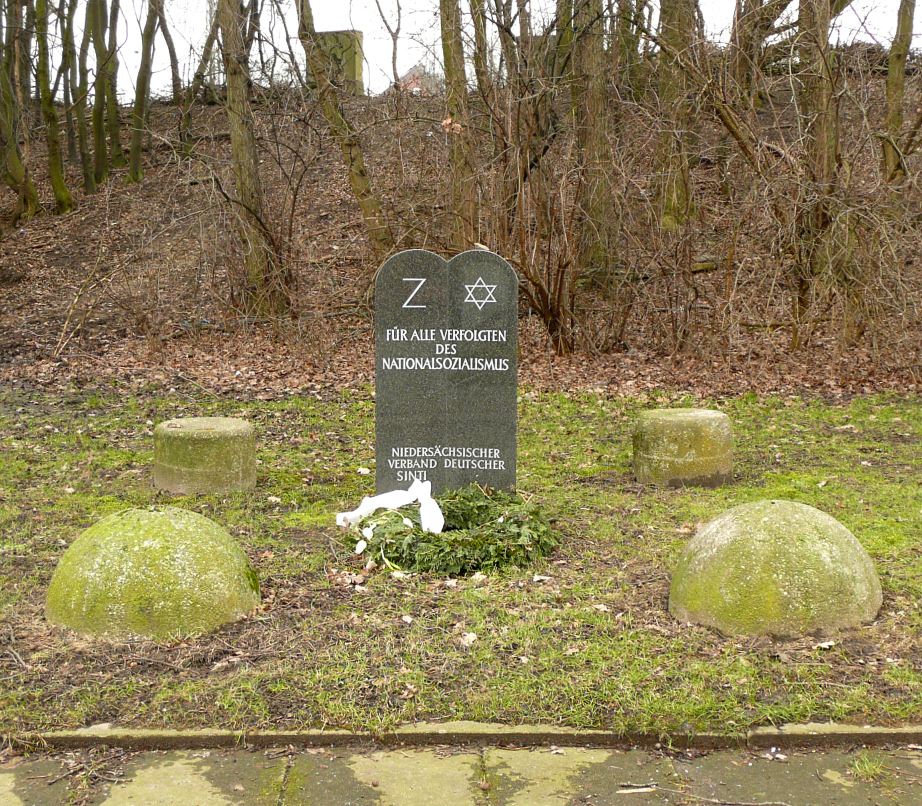
Mahnmal am Bahnhof Fischerhof mit dem „Z“ als Zeichen der Nazis für „Zigeuner“ und dem Davidstern für Juden

Als am 15. Dezember Ruths Großeltern vom Bahnhof Fischerhof aus deportiert werden sollten, meldete sich Ruths Vater, der für einen „kriegswichtigen Betrieb“ arbeitete, freiwillig bei der Gestapo für den für Juden vorgesehenen Verladedienst, um seinen Eltern einen letzten Dienst vor ihrer Reise in den sicheren Tod in Riga zu leisten. Am selben Abend legte er sich in der Herschelstraße „aufs Bett und weinte fürchterlich“; Ruth traute sich aber jahrelang nicht, nach den Gründen zu fragen.
Als vom 8. auf den 9. Oktober 1943 während der Luftangriffe auf Hannover das Haus in Flammen aufging, konnten sich Ruths Eltern mit ihrer Tochter und halbverbrannten Haaren über Nacht unter die Eisenbahnbrücke in der Celler Straße retten, mit nichts außer ihren Ausweispapieren. Um der Obdachlosigkeit zu entgehen, entschied Ruths Vater, zu Fuß in die zum „Judenhaus“ umfunktionierte ehemalige Israelitische Gartenbauschule Ahlem zu gehen, ohne zu ahnen, dass das hannoversche Gestapo-Quartier unterdessen Einzug gehalten hatte.

## Ehrungen
- 5. Januar 2013: Für ihre ehrenamtliche Gedenkstättenarbeit wurde Ruth Gröne auf Vorschlag von Ministerpräsident Stephan Weil durch den hannoverschen Bürgermeister Bernd Strauch das Verdienstkreuz am Bande des Verdienstordens der Bundesrepublik Deutschland überreicht.[22]
- 27. April 2014: Verleihung der Ehrennadel der Region Hannover[11]
- 22. Mai 2017: Verleihung des Theodor-Lessing-Preises, gleichzeitig mit Salomon Finkelstein und Henry Korman[23]
- 15. Juli 2021: Verleihung der Plakette für Verdienste um die Landeshauptstadt Hannover („Stadtplakette“) zeitgleich mit drei anderen Frauen durch Oberbürgermeister Belit Onay, aufgrund der Corona-Pandemie ausnahmsweise nicht im Neuen Rathaus, sondern im hannoverschen Congress Centrum (HCC); dort auch Grönes Eintragung in das Goldene Buch der Stadt Hannover[24]
- 30. November 2021: Stadtkulturpreis Hannover; Sonderpreis für herausragendes bürgerschaftliches Engagement durch den Freundeskreis Hannover[25]